# Aljona Sotnykowa
Aljona Ihoriwna Sotnykowa (ukrainisch Альона Ігорівна Сотникова, wiss. Transliteration Alʹona Ihorivna Sotnykova; * 5. Mai 1992 in Charkiw) ist eine ehemalige ukrainische Tennisspielerin.

## Karriere
Sotnykowa, die ihr Spiel auf Hartplätzen bevorzugte, begann im Alter von sieben Jahren mit dem Tennis.
Während ihrer Karriere gewann sie acht Einzel- und 24 Doppeltitel des ITF Women’s Circuits.

## Turniersiege

### Einzel
| Nr. | Datum            | Turnier   | Kategorie   | Belag     | Finalgegnerin        | Ergebnis        |
| --- | ---------------- | --------- | ----------- | --------- | -------------------- | --------------- |
| 1.  | September 2008   | Sofia     | ITF $10.000 | Sand      | Réka-Luca Jani       | 6:2, 4:6, 6:3   |
| 2.  | 20. Oktober 2013 | Dubrovnik | ITF $10.000 | Sand      | Olga Doroschina      | 7:66, 4:6, 7:65 |
| 3.  | 1. Dezember 2013 | Antalya   | ITF $10.000 | Sand      | Anastasia Vdovenco   | 6:0, 7:62       |
| 4.  | 3. August 2014   | Astana    | ITF $10.000 | Hartplatz | Hanna Schkudun       | 5:7, 6:4, 6:1   |
| 5.  | 9. August 2014   | Astana    | ITF $10.000 | Hartplatz | Hanna Schkudun       | 6:4, 6:0        |
| 6.  | 22. März 2015    | Antalya   | ITF $10.000 | Hartplatz | Barbara Haas         | 6:3, 6:3        |
| 7.  | 5. April 2015    | Antalya   | ITF $10.000 | Hartplatz | Caroline Roméo       | 6:3, 6:1        |
| 8.  | 31. Juli 2016    | Astana    | ITF $25.000 | Hartplatz | Weronika Kudermetowa | 6:2, 6:3        |

### Doppel
| Nr. | Datum              | Turnier              | Kategorie   | Belag             | Partnerin             | Finalgegnerinnen                         | Ergebnis          |
| --- | ------------------ | -------------------- | ----------- | ----------------- | --------------------- | ---------------------------------------- | ----------------- |
| 1.  | März 2009          | Gizeh                | ITF $10.000 | Sand              | Galina Fokina         | Bibiane Schoofs Sandra Zaniewska         | 6:4, 3:6, [10:8]  |
| 2.  | März 2010          | Sankt Petersburg     | ITF $10.000 | Hartplatz (Halle) | Maryna Zanevska       | Alexandra Panowa Jewgenija Paschkowa     | 7:5, 6:3          |
| 3.  | Mai 2011           | Indian Harbour Beach | ITF $50.000 | Sand              | Lenka Wienerová       | Christina Fusano Alexa Glatch            | 6:4, 6:3          |
| 4.  | Juni 2011          | El Paso              | ITF $25.000 | Hartplatz         | Chiara Scholl         | Amanda Fink Yasmin Schnack               | 7:5, 4:6, [10:8]  |
| 5.  | März 2012          | Clearwater           | ITF $       | Hartplatz         | Ekaterine Gorgodse    | Naomi Broady Heather Watson              | 6:3, 6:2          |
| 6.  | 20. September 2012 | Saint-Malo           | ITF $25.000 | Sand              | Pemra Özgen           | Aleksandrina Najdenowa Teliana Pereira   | 6:4, 7:66         |
| 7.  | 31. Mai 2013       | Qarshi               | ITF $10.000 | Hartplatz         | Albina Xabibulina     | Sabina Sharipova Jekaterina Jaschina     | 7:5, 6:3          |
| 8.  | 7. September 2013  | Moskau               | ITF $25.000 | Sand              | Hanna Schkudun        | Olha Jantschuk Anett Kontaveit           | 6:3, 6:4          |
| 9.  | 2. Februar 2014    | Antalya              | ITF $10.000 | Sand              | Swjatlana Piraschenka | Irina Bara Diana Buzean                  | 7:5, 1:6, [10:7]  |
| 10. | 8. Februar 2014    | Antalya              | ITF $10.000 | Sand              | Anita Husarić         | Laura-Ioana Andrei Swjatlana Piraschenka | 5:7, 6:4, [10:6]  |
| 11. | 28. Februar 2014   | Bron                 | ITF $10.000 | Hartplatz (Halle) | Isabella Schinikowa   | Anna Klasen Katharina Lehnert            | 5:7, 7:65, [10:5] |
| 12. | 7. März 2014       | Amiens               | ITF $10.000 | Sand (Halle)      | Isabella Schinikowa   | Angelica Moratelli Anna Remondina        | 6:1, 6:4          |
| 13. | 21. März 2014      | Le Havre             | ITF $10.000 | Sand (Halle)      | Isabella Schinikowa   | Bernice van de Velde Kelly Versteeg      | 6:4, 6:3          |
| 14. | 4. April 2015      | Antalya              | ITF $10.000 | Hartplatz         | Lu Jiajing            | Martina Caciotti Maria Masini            | 6:2, 6:0          |
| 15. | 9. Mai 2015        | Antalya              | ITF $10.000 | Hartplatz         | Anita Husarić         | Nicoleta Dascălu Camilla Rosatello       | 6:1, 6:2          |
| 16. | 30. Mai 2015       | Moskau               | ITF $25.000 | Sand              | Carolin Daniels       | Olha Jantschuk Darja Kassatkina          | 6:2, 7:610        |
| 17. | 28. Juni 2015      | Breda                | ITF $15.000 | Sand              | Swjatlana Piraschenka | Barbara Haas Pia König                   | 6:3, 6:1          |
| 18. | 19. Juli 2015      | Aschaffenburg        | ITF $25.000 | Sand              | Diāna Marcinkēviča    | Alena Fomina Sofija Kowalez              | 3:6, 6:4, [10:5]  |
| 19. | 5. Dezember 2015   | Antalya              | ITF $10.000 | Sand              | Christina Shakovets   | Alena Fomina Sopia Kwazabaia             | 7:5, 6:4          |
| 20. | 20. Februar 2016   | Palmanova            | ITF $10.000 | Sand              | Walerija Sawinych     | Amanda Carreras Alice Savoretti          | 2:6, 6:4, [10:6]  |
| 21. | 4. März 2016       | Tarragona            | ITF $10.000 | Sand              | Irina Maria Bara      | Georgina García Pérez Olga Sáez Larra    | 7:5, 3:6, [10:8]  |
| 22. | 9. April 2016      | Iraklio              | ITF $10.000 | Hartplatz         | Wiktorija Kan         | Vlada Ekshibarova Janina Toljan          | 6:1, 6:2          |
| 23. | 30. April 2016     | Iraklio              | ITF $10.000 | Hartplatz         | Walerija Sawinych     | Kseniia Bekker Alina Silitsch            | 4:6, 6:4, [10:7]  |
| 24. | 25. Juni 2016      | Antalya              | ITF $10.000 | Hartplatz         | Caroline Roméo        | Mariana Dražić Darja Lodikowa            | 6:3, 6:3          |